# Lhok Asahan
Lhok Asahan is een bestuurslaag in het regentschap Aceh Timur van de provincie Atjeh, Indonesië. Lhok Asahan telt 358 inwoners (volkstelling 2010).